# Julia Blankenburg
Julia Blankenburg (* 1969 in Berlin) ist eine deutsche Schauspielerin, Synchronsprecherin sowie Sprecherin von Hörspielen & Hörbüchern.

## Leben
Nach der Schauspiel-Ausbildung 1989 bis 1992 an der Schauspielschule „Der Kreis“ in Berlin und einem Engagement am Oldenburgischen Staatstheater von 1993 bis 1995 wechselte Blankenburg zum Grips-Theater, wo sie bis 1999 zum Ensemble gehörte und unter anderem als Lana in Eins auf die Fresse spielte; diese Inszenierung wurde 1996 mit dem Friedrich-Luft-Preis ausgezeichnet.
Seitdem wirkt Julia Blankenburg überwiegend in Fernsehfilmen mit, der Film Eine Stadt wird erpresst, in dem sie die Rolle der Maria Rogolla spielte, wurde 2008 mit dem Adolf-Grimme-Preis ausgezeichnet.
Des Weiteren wirkte sie als Synchronsprecherin in Anime-Serien wie Dragonball Z und Dragonball Z Kai als Chao-Zu, Digimon Adventure als Digiritter Koushiro „Izzy“ Izumi oder in Detektiv Conan als einmalig auftauchende Sanai Sukita mit. Seit 2005 spricht sie diverse Nebenrollen in den US-amerikanischen Serien Monk, CSI: NY und Dr. House.
2019 wirkte sie in Rosa von Praunheims Spielfilm Darkroom - Tödliche Tropfen mit.

## Filmografie (Auswahl)

### Schauspielerin
- 1996: Atemlos durch die Nacht
- 2002: Hochzeit auf Raten
- 2004: Das allerbeste Stück
- 2005: Die Schokoladenkönigin
- 2006: Eine Stadt wird erpresst
- 2008: Dicke Liebe
- 2008: Die Weisheit der Wolken
- 2009: Notruf Hafenkante (Fernsehserie, Folge Die große Versuchung)
- 2010: Eisfieber
- 2010: Tatort: Wie einst Lilly
- 2010: Polizeiruf 110: Einer von uns
- 2012: Wir wollten aufs Meer
- 2012: Polizeiruf 110: Eine andere Welt
- 2014: Spreewaldkrimi – Mörderische Hitze
- 2016: Nur nicht aufregen!
- 2017: Alles Klara – Dunkle Bräute
- 2019: Die Drei von der Müllabfuhr – Baby an Bord
- 2019: Darkroom – Tödliche Tropfen
- 2021: Gute Zeiten, schlechte Zeiten (Fernsehserie)
- 2022: Polizeiruf 110: Black Box
- 2022: Der Zürich-Krimi – Borchert und die dunklen Schatten
- 2023: SOKO Köln (Fernsehserie, Folge Ein wahres Verbrechen)

### Synchronsprecherin
- 1988: Für Hiroko Emori in Dragon Ball – Son–Gokus erstes Turnier als Chao–Zu
- 1998: Für Nancy–Ann Michaud in Der Preis der Begierde als Daisys Lehrerin
- 2007: Für Crystal Allen in Desperate Housewives als Kelly (Fernsehserie)
- 2009: Für Delphine Depardieu in Staatsfeinde – Mord auf höchster Ebene als Marie Malinvaud
- 2016: Für Aleksa Palladino in The Veil als Karen Sweetzer
- 2019: Für Jung Sun den Hollander in Killing Eve als Jin / Der Geist
- 2019: Für David Raynolds in Ninjago als Nelson (2. Stimme)
- seit 2022: Sonic Prime als Red
- 2022–2023: Für Mami Koyama in Monster (Manga) als Eva Heinemann
- 2023: Für Amy Kim Waschke in Navy CIS: L.A. als Avery Lamica
- 2024: Für Elisa Donovan in Navy CIS als "Carol"

## Hörbücher (Auswahl)
- 2013: Colette McBeth: Zorneskalt, Random House Audio, ISBN 978-3-8371-2314-2
- 2021: Sandy Mercier: Die Todesküsserin (Miss Motte Audio & Audible)